# Бермудские Острова на зимних Олимпийских играх 1998
Бермуды принимали участие в Зимних Олимпийских играх 1998 года в Нагано (Япония) в третий раз за свою историю, но не завоевали ни одной медали.